# Антонев (Кутновський повіт)
Антонев (пол. Antoniew) — село в Польщі, у гміні Бедльно Кутновського повіту Лодзинського воєводства.
Населення — 119 осіб (2011).
У 1975-1998 роках село належало до Плоцького воєводства.

## Демографія
Демографічна структура станом на 31 березня 2011 року:
|          | Загалом | Допрацездатний вік | Працездатний вік | Постпрацездатний вік |
| -------- | ------- | ------------------ | ---------------- | -------------------- |
| Чоловіки | 55      | 14                 | 33               | 8                    |
| Жінки    | 64      | 15                 | 29               | 20                   |
| Разом    | 119     | 29                 | 62               | 28                   |